# Makalu
Makalu, vârf în partea centrală a munților Himalaya, la granița dintre China și Nepal, este al cincilea vârf din lume ca înălțime și este situat la o distanță de 22 de kilometri de Everest. El are două vârfuri auxiliare : Kangchungtse, cu o înălțime de 7.678 metri, și Chomo Lonzo, care măsoară 7.818 de metri. Cele două vârfuri auxiliare comunică printr-o șa îngustă și sunt situate la nord-vest și respectiv la nord-est de vârful principal. Ascensiunea pe Makalu este considerată una din cele mai periculoase din lume. În ianuarie 2006, cunoscutul alpinist francez Jean-Christophe Lafaille a dispărut pe Makalu în timp ce încerca o ascensiune solitară fără oxigen suplimentar, pe timp de iarnă.

## Nume
Se presupune că denumirea de "Makalu" provine de la cuvântul tibetan "mahakala", care înseamnă "marele negru", un alt nume dat zeiței Shiva. Cine se apropie măcar o dată de acest vârf înțelege de ce localnicii l-au botezat în acest fel.

## Istorie
În anul 1921, pe vremea când escaladarea vârfurilor de peste 8.000 de metri înălțime era încă un vis, unul dintre alpiniștii cunoscuți ai epocii a pronunțat următoarele cuvinte:
"Dintre toate piscurile pe care le-am văzut vreodată, cel mai impresionant prin măreția sa este Makalu".
În acea perioadă, alpiniștii se familiarizaseră numai cu versanții nordici ai unor giganți, precum Makalu sau Everest. Escaladarea pe versanții sudici, care se aflau pe teritoriul Nepalului, nu era posibilă din motive politice. O carte publicată în 1930 ilustrează respectul cu care era privit Makalu de alpiniști. În paginile ei, englezul Frank Smythe a prorocit:
"După cucerirea vârfului Everest, Makalu va mai rezista încă în fața a numeroase generații de alpiniști, pentru că este unul dintre cei mai teribili munți de pe glob".
Cu toate acestea, încă din 1934, un grup de francezi a început să plănuiască escaladarea vârfului dinspre Tibet. Francezii au susținut că au descoperit un traseu comod după ce au privit un set de fotografii vechi. Guvernul din Lhasa a refuzat însă să permită alpiniștilor accesul pe teritoriul Tibetului, iar riscanta expediție nu a mai avut loc.
După transformările politice din anul 1950, Nepalul s-a deschis către lume. Alpiniștii au avut în sfârșit posibilitatea să atace dinspre sud piscurile la care visau. În 1953, o echipă britanică a încercat să urce pe Makalu venind dinspre sud-vest. Unicul traseu posibil pentru escaladă din punctul de vedere al britanicilor era oferit de o potecă abruptă și acoperită de gheață care potrivit unuia dintre participanți, părea a se ține de peretele de stâncă asemenea unui magnet. Enrc Shipton, Bruce Lowe, Charles Evans și Edmund Hillary au găsit o trecătoare pe care au folosit-o mai târziu toate expedițiile care i-au urmat. Descoperirea a fost posibilă numai datorită păstorilor din Barun care, cunoscând foarte bine regiunea și fiind șerpași experimentați, i-au ajutat pe alpiniști.
Expediția din 1953 a deschis calea către vârf, dar nu a reușit să-l cucerească. Un an mai târziu, unul dintre membrii grupului, Edmund Hillary (Noua Zeelandă), și-a încercat din nou norocul pe Makalu. Aproape în același au pornit spre vârf alte două expediții, una franceză și alta californiană. Americanii au făcut calea întoarsă după ce au ajuns la altitudinea de 7.000 de metri, urcând dinspre sud-est. Hillary a renunțat și el după ce a căzut într-o crevasă și a fost rănit atât de grav încât abia a scăpat cu viață. 
Expediția franceză condusă de Jean Franco a ajuns pe șaua de sub vârful Makalu încă din anul 1954. Francezii au reușit să cucerească vârful un an mai târziu. Membrii expediției, care în 1954 au ajuns până la altitudinea de 7.410 de metri, au explorat părți ale vârfului Makalu pe care niciun om nu pusese încă piciorul. Această ascensiune a reprezentat o etapă pregătitoare pentru cucerirea  de mai târziu a vârfului. Ea a permis francezilor să își testeze cu minuțiozitate echipamentul, astfel încât următoarea escaladă i-a găsit excelent pregătiți. În primăvara anului 1955, francezii "au trecut la atac". De această dată, încercarea lor a fost încununată de succes: la 15 mai, grupul a ajuns pe vârful Makalu. Aparatele de oxigen de ultimă generație s-au dovedit foarte utile. În plus, condițiile atmosferice au fost deosebit de îngăduitoare cu alpiniștii. Jean Franco a descris experiențele pe care le-a trăit în timpul expediției în cartea intitulată "Makalu", în care numește maiestosul vârf "muntele norocului". După cucerirea vârfului Makalu în 1955, expediția franceză și-a mai înscris în palmares și cucerirea vârfului Baruntse, cu altitudinea de 7.220 metri.
Numeroși alți cutezători, care și-au încercat puterile pe Makalu în anii care au urmat, ar ezita să califice vârful drept "norocos". Acest colos este atât de înalt, încât niciun alt vârf din imediata apropiere nu îi poate ține tovărășie, ceea ce face ca pe crestele sale să sufle permanent vânturi puternice. Acestea au fost aproape fatale expediției din Noua Zeelandă, care, în 1961, a încercat să escaladeze vârful fără ajutorul aparatelor de oxigen. La altitudinea de 8.250 de metri, unul dintre participanți a suferit degerături foarte periculoase. Colegii săi au reușit îl salveze, dar medicii au fost nevoiți să-i amputeze picioarele, mai jos de genunchi. Următoarele încercări reușite de cucerire a vârfului Makalu au avut loc de abia în anul 1970.
Prima ascensiune românească a vârfului Makalu a fost făcută pe 12 mai 2008 de către Alex Găvan, trecându-și astfel în palmares al treilea vârf de peste opt mii de metri.

## Clima
Clima este montană foarte aspră. Temperatura medie din octombrie până în decembrie, la altitudini de peste 4000 de metri este -10 °C.

## Vezi și
- Listă de munți din China